# Lista över fornlämningar i Enköpings kommun (Bred)
Lista över fornlämningar i Enköpings kommun (Bred) är en förteckning av ett urval av de fornlämningar som finns i Bred i Enköpings kommun.
| Namn       | Lämningstyp                      | Tillkomsttid | Historisk indelning | Plats | Läge                 | ID-nr          | Bild                                 |
| ---------- | -------------------------------- | ------------ | ------------------- | ----- | -------------------- | -------------- | ------------------------------------ |
| Bred 1:1   | Runristning                      |              | Bred, Uppland       |       | 59.681814, 16.849706 | 10021100010001 | Ladda upp en bild av detta fornminne |
| Bred 2:2   | Stensättning                     |              | Bred, Uppland       |       | 59.678536, 16.859955 | 10021100020002 | Ladda upp en bild av detta fornminne |
| Bred 4:1   | Gravfält                         |              | Bred, Uppland       |       | 59.682995, 16.853257 | 10021100040001 | Ladda upp en bild av detta fornminne |
| Bred 5:1   | Gravfält                         |              | Bred, Uppland       |       | 59.676005, 16.862776 | 10021100050001 | Ladda upp en bild av detta fornminne |
| Bred 6:1   | Stensättning                     |              | Bred, Uppland       |       | 59.675394, 16.868373 | 10021100060001 | Ladda upp en bild av detta fornminne |
| Bred 8:1   | Grav markerad av sten/block      |              | Bred, Uppland       |       | 59.691338, 16.830425 | 10021100080001 | Ladda upp en bild av detta fornminne |
| Bred 10:1  | Gravfält                         |              | Bred, Uppland       |       | 59.689912, 16.839978 | 10021100100001 | Ladda upp en bild av detta fornminne |
| Bred 11:1  | Gravfält                         |              | Bred, Uppland       |       | 59.688357, 16.833737 | 10021100110001 | Ladda upp en bild av detta fornminne |
| Bred 12:1  | Hög                              |              | Bred, Uppland       |       | 59.692224, 16.830161 | 10021100120001 | Ladda upp en bild av detta fornminne |
| Bred 13:1  | Gravfält                         |              | Bred, Uppland       |       | 59.692004, 16.830747 | 10021100130001 | Ladda upp en bild av detta fornminne |
| Bred 14:1  | Stensättning                     |              | Bred, Uppland       |       | 59.690047, 16.844231 | 10021100140001 | Ladda upp en bild av detta fornminne |
| Bred 15:1  | Hällristning                     |              | Bred, Uppland       |       | 59.689180, 16.845692 | 10021100150001 | Ladda upp en bild av detta fornminne |
| Bred 16:1  | Stensättning                     |              | Bred, Uppland       |       | 59.687596, 16.850199 | 10021100160001 | Ladda upp en bild av detta fornminne |
| Bred 17:1  | Gravfält                         |              | Bred, Uppland       |       | 59.688174, 16.849582 | 10021100170001 | Ladda upp en bild av detta fornminne |
| Bred 18:2  | Husgrund, förhistorisk/medeltida |              | Bred, Uppland       |       | 59.690948, 16.842515 | 10021100180002 | Ladda upp en bild av detta fornminne |
| Bred 18:3  | Stensättning                     |              | Bred, Uppland       |       | 59.690295, 16.842231 | 10021100180003 | Ladda upp en bild av detta fornminne |
| Bred 19:1  | Hällristning                     |              | Bred, Uppland       |       | 59.688081, 16.856519 | 10021100190001 | Ladda upp en bild av detta fornminne |
| Bred 19:2  | Hällristning                     |              | Bred, Uppland       |       | 59.688073, 16.856348 | 10021100190002 | Ladda upp en bild av detta fornminne |
| Bred 20:1  | Stensättning                     |              | Bred, Uppland       |       | 59.691268, 16.861472 | 10021100200001 | Ladda upp en bild av detta fornminne |
| Bred 21:1  | Gravfält                         |              | Bred, Uppland       |       | 59.691785, 16.862219 | 10021100210001 | Ladda upp en bild av detta fornminne |
| Bred 22:1  | Gravfält                         |              | Bred, Uppland       |       | 59.692366, 16.862243 | 10021100220001 | Ladda upp en bild av detta fornminne |
| Bred 23:1  | Stensättning                     |              | Bred, Uppland       |       | 59.692322, 16.864571 | 10021100230001 | Ladda upp en bild av detta fornminne |
| Bred 23:2  | Grav markerad av sten/block      |              | Bred, Uppland       |       | 59.692409, 16.864428 | 10021100230002 | Ladda upp en bild av detta fornminne |
| Bred 24:1  | Gravfält                         |              | Bred, Uppland       |       | 59.688846, 16.864814 | 10021100240001 | Ladda upp en bild av detta fornminne |
| Bred 24:2  | Hällristning                     |              | Bred, Uppland       |       | 59.688655, 16.864495 | 10021100240002 | Ladda upp en bild av detta fornminne |
| Bred 26:1  | Gravfält                         |              | Bred, Uppland       |       | 59.688454, 16.867033 | 10021100260001 | Ladda upp en bild av detta fornminne |
| Bred 28:2  | Stensättning                     |              | Bred, Uppland       |       | 59.683268, 16.856934 | 10021100280002 | Ladda upp en bild av detta fornminne |
| Bred 29:3  | Hällristning                     |              | Bred, Uppland       |       | 59.683861, 16.857508 | 10021100290003 | Ladda upp en bild av detta fornminne |
| Bred 30:2  | Stensättning                     |              | Bred, Uppland       |       | 59.677975, 16.858655 | 10021100300002 | Ladda upp en bild av detta fornminne |
| Bred 31:1  | Gravfält                         |              | Bred, Uppland       |       | 59.683986, 16.855626 | 10021100310001 | Ladda upp en bild av detta fornminne |
| Bred 33:1  | Hög                              |              | Bred, Uppland       |       | 59.682910, 16.856493 | 10021100330001 | Ladda upp en bild av detta fornminne |
| Bred 33:2  | Stensättning                     |              | Bred, Uppland       |       | 59.682872, 16.856790 | 10021100330002 | Ladda upp en bild av detta fornminne |
| Bred 35:1  | Stensättning                     |              | Bred, Uppland       |       | 59.689562, 16.849870 | 10021100350001 | Ladda upp en bild av detta fornminne |
| Bred 36:1  | Stensättning                     |              | Bred, Uppland       |       | 59.690284, 16.849214 | 10021100360001 | Ladda upp en bild av detta fornminne |
| Bred 37:1  | Hög                              |              | Bred, Uppland       |       | 59.694917, 16.859897 | 10021100370001 | Ladda upp en bild av detta fornminne |
| Bred 37:2  | Stensättning                     |              | Bred, Uppland       |       | 59.694865, 16.859693 | 10021100370002 | Ladda upp en bild av detta fornminne |
| Bred 37:3  | Stensättning                     |              | Bred, Uppland       |       | 59.695000, 16.859712 | 10021100370003 | Ladda upp en bild av detta fornminne |
| Bred 41:2  | Stensättning                     |              | Bred, Uppland       |       | 59.677087, 16.862945 | 10021100410002 | Ladda upp en bild av detta fornminne |
| Bred 42:1  | Gravfält                         |              | Bred, Uppland       |       | 59.697845, 16.859679 | 10021100420001 | Ladda upp en bild av detta fornminne |
| Bred 44:1  | Stensättning                     |              | Bred, Uppland       |       | 59.695937, 16.864323 | 10021100440001 | Ladda upp en bild av detta fornminne |
| Bred 46:1  | Hällristning                     |              | Bred, Uppland       |       | 59.697565, 16.857912 | 10021100460001 | Ladda upp en bild av detta fornminne |
| Bred 51:1  | Stensättning                     |              | Bred, Uppland       |       | 59.703764, 16.858661 | 10021100510001 | Ladda upp en bild av detta fornminne |
| Bred 51:2  | Stensättning                     |              | Bred, Uppland       |       | 59.703669, 16.858658 | 10021100510002 | Ladda upp en bild av detta fornminne |
| Bred 56:1  | Hög                              |              | Bred, Uppland       |       | 59.706096, 16.854220 | 10021100560001 | Ladda upp en bild av detta fornminne |
| Bred 56:2  | Grav markerad av sten/block      |              | Bred, Uppland       |       | 59.706099, 16.854540 | 10021100560002 | Ladda upp en bild av detta fornminne |
| Bred 57:1  | Stensättning                     |              | Bred, Uppland       |       | 59.701444, 16.856210 | 10021100570001 | Ladda upp en bild av detta fornminne |
| Bred 58:1  | Stensättning                     |              | Bred, Uppland       |       | 59.702376, 16.852699 | 10021100580001 | Ladda upp en bild av detta fornminne |
| Bred 60:3  | Hög                              |              | Bred, Uppland       |       | 59.702558, 16.850029 | 10021100600003 | Ladda upp en bild av detta fornminne |
| Bred 68:1  | Stensättning                     |              | Bred, Uppland       |       | 59.678553, 16.862210 | 10021100680001 | Ladda upp en bild av detta fornminne |
| Bred 71:1  | Stensättning                     |              | Bred, Uppland       |       | 59.697606, 16.848791 | 10021100710001 | Ladda upp en bild av detta fornminne |
| Bred 74:1  | Stensättning                     |              | Bred, Uppland       |       | 59.698340, 16.851775 | 10021100740001 | Ladda upp en bild av detta fornminne |
| Bred 75:1  | Hällristning                     |              | Bred, Uppland       |       | 59.697766, 16.856658 | 10021100750001 | Ladda upp en bild av detta fornminne |
| Bred 76:1  | Stensättning                     |              | Bred, Uppland       |       | 59.679713, 16.866530 | 10021100760001 | Ladda upp en bild av detta fornminne |
| Bred 79:1  | Hällristning                     |              | Bred, Uppland       |       | 59.687202, 16.852870 | 10021100790001 | Ladda upp en bild av detta fornminne |
| Bred 80:1  | Gravfält                         |              | Bred, Uppland       |       | 59.696234, 16.825295 | 10021100800001 | Ladda upp en bild av detta fornminne |
| Bred 81:1  | Stensättning                     |              | Bred, Uppland       |       | 59.679157, 16.862585 | 10021100810001 | Ladda upp en bild av detta fornminne |
| Bred 81:2  | Stensättning                     |              | Bred, Uppland       |       | 59.678923, 16.862758 | 10021100810002 | Ladda upp en bild av detta fornminne |
| Bred 82:1  | Hög                              |              | Bred, Uppland       |       | 59.694667, 16.825338 | 10021100820001 | Ladda upp en bild av detta fornminne |
| Bred 84:1  | Stensättning                     |              | Bred, Uppland       |       | 59.653612, 16.866788 | 10021100840001 | Ladda upp en bild av detta fornminne |
| Bred 84:3  | Stensättning                     |              | Bred, Uppland       |       | 59.653214, 16.867183 | 10021100840003 | Ladda upp en bild av detta fornminne |
| Bred 84:4  | Stensättning                     |              | Bred, Uppland       |       | 59.653201, 16.867452 | 10021100840004 | Ladda upp en bild av detta fornminne |
| Bred 85:1  | Hög                              |              | Bred, Uppland       |       | 59.652621, 16.866622 | 10021100850001 | Ladda upp en bild av detta fornminne |
| Bred 85:2  | Stensättning                     |              | Bred, Uppland       |       | 59.652573, 16.867447 | 10021100850002 | Ladda upp en bild av detta fornminne |
| Bred 88:1  | Stensättning                     |              | Bred, Uppland       |       | 59.678143, 16.878761 | 10021100880001 | Ladda upp en bild av detta fornminne |
| Bred 88:2  | Stensättning                     |              | Bred, Uppland       |       | 59.678074, 16.878651 | 10021100880002 | Ladda upp en bild av detta fornminne |
| Bred 88:3  | Stensättning                     |              | Bred, Uppland       |       | 59.678209, 16.878600 | 10021100880003 | Ladda upp en bild av detta fornminne |
| Bred 89:1  | Gravfält                         |              | Bred, Uppland       |       | 59.676351, 16.872793 | 10021100890001 | Ladda upp en bild av detta fornminne |
| Bred 89:2  | Hällristning                     |              | Bred, Uppland       |       | 59.676618, 16.872756 | 10021100890002 | Ladda upp en bild av detta fornminne |
| Bred 90:1  | Gravfält                         |              | Bred, Uppland       |       | 59.675353, 16.873200 | 10021100900001 | Ladda upp en bild av detta fornminne |
| Bred 91:1  | Hällristning                     |              | Bred, Uppland       |       | 59.687516, 16.888440 | 10021100910001 | Ladda upp en bild av detta fornminne |
| Bred 92:1  | Grav- och boplatsområde          |              | Bred, Uppland       |       | 59.686401, 16.889006 | 10021100920001 | Ladda upp en bild av detta fornminne |
| Bred 93:1  | Stensättning                     |              | Bred, Uppland       |       | 59.678559, 16.863705 | 10021100930001 | Ladda upp en bild av detta fornminne |
| Bred 93:2  | Stensättning                     |              | Bred, Uppland       |       | 59.678581, 16.863283 | 10021100930002 | Ladda upp en bild av detta fornminne |
| Bred 93:3  | Stensättning                     |              | Bred, Uppland       |       | 59.678455, 16.863318 | 10021100930003 | Ladda upp en bild av detta fornminne |
| Bred 95:1  | Hällristning                     |              | Bred, Uppland       |       | 59.690048, 16.880684 | 10021100950001 | Ladda upp en bild av detta fornminne |
| Bred 96:1  | Hällristning                     |              | Bred, Uppland       |       | 59.677140, 16.889755 | 10021100960001 | Ladda upp en bild av detta fornminne |
| Bred 97:1  | Gravfält                         |              | Bred, Uppland       |       | 59.679695, 16.863887 | 10021100970001 | Ladda upp en bild av detta fornminne |
| Bred 98:1  | Hällristning                     |              | Bred, Uppland       |       | 59.688321, 16.849746 | 10021100980001 | Ladda upp en bild av detta fornminne |
| Bred 99:1  | Hällristning                     |              | Bred, Uppland       |       | 59.689401, 16.849833 | 10021100990001 | Ladda upp en bild av detta fornminne |
| Bred 99:2  | Hällristning                     |              | Bred, Uppland       |       | 59.689190, 16.849670 | 10021100990002 | Ladda upp en bild av detta fornminne |
| Bred 100:1 | Hällristning                     |              | Bred, Uppland       |       | 59.689973, 16.849038 | 10021101000001 | Ladda upp en bild av detta fornminne |
| Bred 101:1 | Hällristning                     |              | Bred, Uppland       |       | 59.662149, 16.895646 | 10021101010001 | Ladda upp en bild av detta fornminne |
| Bred 102:1 | Gravfält                         |              | Bred, Uppland       |       | 59.661180, 16.893001 | 10021101020001 | Ladda upp en bild av detta fornminne |
| Bred 104:1 | Hällristning                     |              | Bred, Uppland       |       | 59.662959, 16.888418 | 10021101040001 | Ladda upp en bild av detta fornminne |
| Bred 105:1 | Stensättning                     |              | Bred, Uppland       |       | 59.659872, 16.898725 | 10021101050001 | Ladda upp en bild av detta fornminne |
| Bred 106:1 | Hög                              |              | Bred, Uppland       |       | 59.660044, 16.902155 | 10021101060001 | Ladda upp en bild av detta fornminne |
| Bred 107:1 | Stensättning                     |              | Bred, Uppland       |       | 59.659616, 16.902941 | 10021101070001 | Ladda upp en bild av detta fornminne |
| Bred 111:1 | Stensättning                     |              | Bred, Uppland       |       | 59.656470, 16.875351 | 10021101110001 | Ladda upp en bild av detta fornminne |
| Bred 112:1 | Hällristning                     |              | Bred, Uppland       |       | 59.656275, 16.886566 | 10021101120001 | Ladda upp en bild av detta fornminne |
| Bred 113:2 | Hällristning                     |              | Bred, Uppland       |       | 59.656227, 16.889176 | 10021101130002 | Ladda upp en bild av detta fornminne |
| Bred 115:1 | Stensättning                     |              | Bred, Uppland       |       | 59.654829, 16.887574 | 10021101150001 | Ladda upp en bild av detta fornminne |
| Bred 118:1 | Hällristning                     |              | Bred, Uppland       |       | 59.666821, 16.893214 | 10021101180001 | Ladda upp en bild av detta fornminne |
| Bred 119:1 | Stensättning                     |              | Bred, Uppland       |       | 59.665183, 16.877023 | 10021101190001 | Ladda upp en bild av detta fornminne |
| Bred 120:1 | Gravfält                         |              | Bred, Uppland       |       | 59.663870, 16.870545 | 10021101200001 | Ladda upp en bild av detta fornminne |
| Bred 122:1 | Hög                              |              | Bred, Uppland       |       | 59.645963, 16.869718 | 10021101220001 | Ladda upp en bild av detta fornminne |
| Bred 122:2 | Stensättning                     |              | Bred, Uppland       |       | 59.646120, 16.869954 | 10021101220002 | Ladda upp en bild av detta fornminne |
| Bred 123:1 | Stensättning                     |              | Bred, Uppland       |       | 59.650045, 16.903504 | 10021101230001 | Ladda upp en bild av detta fornminne |
| Bred 127:1 | Stensättning                     |              | Bred, Uppland       |       | 59.700100, 16.882493 | 10021101270001 | Ladda upp en bild av detta fornminne |
| Bred 128:1 | Gravfält                         |              | Bred, Uppland       |       | 59.691915, 16.850918 | 10021101280001 | Ladda upp en bild av detta fornminne |
| Bred 129:1 | Hällristning                     |              | Bred, Uppland       |       | 59.690207, 16.840262 | 10021101290001 | Ladda upp en bild av detta fornminne |
| Bred 131:1 | Hällristning                     |              | Bred, Uppland       |       | 59.696097, 16.845767 | 10021101310001 | Ladda upp en bild av detta fornminne |
| Bred 132:1 | Gravfält                         |              | Bred, Uppland       |       | 59.676689, 16.896900 | 10021101320001 | Ladda upp en bild av detta fornminne |
| Bred 133:1 | Gravfält                         |              | Bred, Uppland       |       | 59.660980, 16.901627 | 10021101330001 | Ladda upp en bild av detta fornminne |
| Bred 134:1 | Hällristning                     |              | Bred, Uppland       |       | 59.670982, 16.886420 | 10021101340001 | Ladda upp en bild av detta fornminne |
| Bred 135:1 | Hällristning                     |              | Bred, Uppland       |       | 59.665395, 16.893077 | 10021101350001 | Ladda upp en bild av detta fornminne |
| Bred 136:1 | Hällristning                     |              | Bred, Uppland       |       | 59.661436, 16.893531 | 10021101360001 | Ladda upp en bild av detta fornminne |
| Bred 137:1 | Hällristning                     |              | Bred, Uppland       |       | 59.653045, 16.874366 | 10021101370001 | Ladda upp en bild av detta fornminne |
| Bred 138:1 | Hällristning                     |              | Bred, Uppland       |       | 59.687186, 16.858028 | 10021101380001 | Ladda upp en bild av detta fornminne |
| Bred 140:2 | Stensättning                     |              | Bred, Uppland       |       | 59.660961, 16.891728 | 10021101400002 | Ladda upp en bild av detta fornminne |
| Bred 142:1 | Hällristning                     |              | Bred, Uppland       |       | 59.659835, 16.887376 | 10021101420001 | Ladda upp en bild av detta fornminne |
| Bred 143:1 | Hällristning                     |              | Bred, Uppland       |       | 59.657986, 16.888163 | 10021101430001 | Ladda upp en bild av detta fornminne |
| Bred 144:1 | Hällristning                     |              | Bred, Uppland       |       | 59.656380, 16.883993 | 10021101440001 | Ladda upp en bild av detta fornminne |
| Bred 145:1 | Hällristning                     |              | Bred, Uppland       |       | 59.664939, 16.872569 | 10021101450001 | Ladda upp en bild av detta fornminne |
| Bred 146:1 | Hällristning                     |              | Bred, Uppland       |       | 59.660812, 16.889366 | 10021101460001 | Ladda upp en bild av detta fornminne |
| Bred 147:1 | Hällristning                     |              | Bred, Uppland       |       | 59.656627, 16.870168 | 10021101470001 | Ladda upp en bild av detta fornminne |
| Bred 148:1 | Stensättning                     |              | Bred, Uppland       |       | 59.655526, 16.882700 | 10021101480001 | Ladda upp en bild av detta fornminne |
| Bred 148:2 | Stensättning                     |              | Bred, Uppland       |       | 59.655535, 16.882878 | 10021101480002 | Ladda upp en bild av detta fornminne |
| Bred 150:1 | Stensättning                     |              | Bred, Uppland       |       | 59.656812, 16.871722 | 10021101500001 | Ladda upp en bild av detta fornminne |
| Bred 153:1 | Stensättning                     |              | Bred, Uppland       |       | 59.652358, 16.875631 | 10021101530001 | Ladda upp en bild av detta fornminne |
| Bred 155:1 | Hällristning                     |              | Bred, Uppland       |       | 59.660307, 16.902031 | 10021101550001 | Ladda upp en bild av detta fornminne |
| Bred 157:1 | Hällristning                     |              | Bred, Uppland       |       | 59.646499, 16.869924 | 10021101570001 | Ladda upp en bild av detta fornminne |
| Bred 160:1 | Hällristning                     |              | Bred, Uppland       |       | 59.662291, 16.905051 | 10021101600001 | Ladda upp en bild av detta fornminne |
| Bred 160:2 | Hällristning                     |              | Bred, Uppland       |       | 59.662278, 16.904880 | 10021101600002 | Ladda upp en bild av detta fornminne |
| Bred 161:1 | Stensättning                     |              | Bred, Uppland       |       | 59.662667, 16.904676 | 10021101610001 | Ladda upp en bild av detta fornminne |
| Bred 163:1 | Stensättning                     |              | Bred, Uppland       |       | 59.666360, 16.895311 | 10021101630001 | Ladda upp en bild av detta fornminne |
| Bred 163:2 | Stensättning                     |              | Bred, Uppland       |       | 59.666209, 16.895100 | 10021101630002 | Ladda upp en bild av detta fornminne |
| Bred 165:1 | Hällristning                     |              | Bred, Uppland       |       | 59.669106, 16.875137 | 10021101650001 | Ladda upp en bild av detta fornminne |
| Bred 166:1 | Stensättning                     |              | Bred, Uppland       |       | 59.662382, 16.879538 | 10021101660001 | Ladda upp en bild av detta fornminne |
| Bred 171:1 | Hällristning                     |              | Bred, Uppland       |       | 59.676595, 16.847651 | 10021101710001 | Ladda upp en bild av detta fornminne |
| Bred 172:1 | Hällristning                     |              | Bred, Uppland       |       | 59.690518, 16.851641 | 10021101720001 | Ladda upp en bild av detta fornminne |
| Bred 173:1 | Stensättning                     |              | Bred, Uppland       |       | 59.691753, 16.847868 | 10021101730001 | Ladda upp en bild av detta fornminne |
| Bred 175:1 | Hällristning                     |              | Bred, Uppland       |       | 59.688807, 16.848589 | 10021101750001 | Ladda upp en bild av detta fornminne |
| Bred 175:2 | Hällristning                     |              | Bred, Uppland       |       | 59.688505, 16.849062 | 10021101750002 | Ladda upp en bild av detta fornminne |
| Bred 175:3 | Hällristning                     |              | Bred, Uppland       |       | 59.688119, 16.848446 | 10021101750003 | Ladda upp en bild av detta fornminne |
| Bred 176:1 | Hällristning                     |              | Bred, Uppland       |       | 59.688039, 16.851928 | 10021101760001 | Ladda upp en bild av detta fornminne |
| Bred 177:1 | Hällristning                     |              | Bred, Uppland       |       | 59.688466, 16.851249 | 10021101770001 | Ladda upp en bild av detta fornminne |
| Bred 178:1 | Hällristning                     |              | Bred, Uppland       |       | 59.689635, 16.850803 | 10021101780001 | Ladda upp en bild av detta fornminne |
| Bred 178:2 | Hällristning                     |              | Bred, Uppland       |       | 59.689452, 16.851021 | 10021101780002 | Ladda upp en bild av detta fornminne |
| Bred 178:3 | Hällristning                     |              | Bred, Uppland       |       | 59.689404, 16.851183 | 10021101780003 | Ladda upp en bild av detta fornminne |
| Bred 181:1 | Hällristning                     |              | Bred, Uppland       |       | 59.691697, 16.839505 | 10021101810001 | Ladda upp en bild av detta fornminne |
| Bred 183:1 | Hällristning                     |              | Bred, Uppland       |       | 59.688684, 16.868490 | 10021101830001 | Ladda upp en bild av detta fornminne |
| Bred 184:1 | Hällristning                     |              | Bred, Uppland       |       | 59.689799, 16.868319 | 10021101840001 | Ladda upp en bild av detta fornminne |
| Bred 185:1 | Grav- och boplatsområde          |              | Bred, Uppland       |       | 59.691926, 16.869053 | 10021101850001 | Ladda upp en bild av detta fornminne |
| Bred 186:1 | Stensättning                     |              | Bred, Uppland       |       | 59.691949, 16.866044 | 10021101860001 | Ladda upp en bild av detta fornminne |
| Bred 186:2 | Stensättning                     |              | Bred, Uppland       |       | 59.692171, 16.866307 | 10021101860002 | Ladda upp en bild av detta fornminne |
| Bred 191:1 | Hällristning                     |              | Bred, Uppland       |       | 59.691513, 16.866158 | 10021101910001 | Ladda upp en bild av detta fornminne |
| Bred 191:2 | Stensättning                     |              | Bred, Uppland       |       | 59.691219, 16.866180 | 10021101910002 | Ladda upp en bild av detta fornminne |
| Bred 191:3 | Stensättning                     |              | Bred, Uppland       |       | 59.690791, 16.866632 | 10021101910003 | Ladda upp en bild av detta fornminne |
| Bred 194:1 | Hällristning                     |              | Bred, Uppland       |       | 59.690646, 16.869505 | 10021101940001 | Ladda upp en bild av detta fornminne |
| Bred 195:1 | Hällristning                     |              | Bred, Uppland       |       | 59.688463, 16.867637 | 10021101950001 | Ladda upp en bild av detta fornminne |
| Bred 197:1 | Hällristning                     |              | Bred, Uppland       |       | 59.702037, 16.858049 | 10021101970001 | Ladda upp en bild av detta fornminne |
| Bred 199:1 | Stensättning                     |              | Bred, Uppland       |       | 59.697948, 16.851598 | 10021101990001 | Ladda upp en bild av detta fornminne |
| Bred 200:1 | Hällristning                     |              | Bred, Uppland       |       | 59.657608, 16.869943 | 10021102000001 | Ladda upp en bild av detta fornminne |
| Bred 201:1 | Stensättning                     |              | Bred, Uppland       |       | 59.697091, 16.848696 | 10021102010001 | Ladda upp en bild av detta fornminne |
| Bred 205:1 | Hällristning                     |              | Bred, Uppland       |       | 59.685824, 16.878012 | 10021102050001 | Ladda upp en bild av detta fornminne |
| Bred 206:1 | Hällristning                     |              | Bred, Uppland       |       | 59.690666, 16.879142 | 10021102060001 | Ladda upp en bild av detta fornminne |
| Bred 207:1 | Grav- och boplatsområde          |              | Bred, Uppland       |       | 59.691554, 16.879159 | 10021102070001 | Ladda upp en bild av detta fornminne |
| Bred 208:2 | Stensättning                     |              | Bred, Uppland       |       | 59.694950, 16.881937 | 10021102080002 | Ladda upp en bild av detta fornminne |
| Bred 208:3 | Stensättning                     |              | Bred, Uppland       |       | 59.695002, 16.881761 | 10021102080003 | Ladda upp en bild av detta fornminne |
| Bred 211:1 | Gravfält                         |              | Bred, Uppland       |       | 59.686206, 16.891332 | 10021102110001 | Ladda upp en bild av detta fornminne |
| Bred 214:1 | Hällristning                     |              | Bred, Uppland       |       | 59.679443, 16.898546 | 10021102140001 | Ladda upp en bild av detta fornminne |
| Bred 215:1 | Stensättning                     |              | Bred, Uppland       |       | 59.679073, 16.901276 | 10021102150001 | Ladda upp en bild av detta fornminne |
| Bred 219:1 | Stensättning                     |              | Bred, Uppland       |       | 59.688057, 16.875450 | 10021102190001 | Ladda upp en bild av detta fornminne |
| Bred 225:1 | Hällristning                     |              | Bred, Uppland       |       | 59.659091, 16.865326 | 10021102250001 | Ladda upp en bild av detta fornminne |
| Bred 229:1 | Hög                              |              | Bred, Uppland       |       | 59.687600, 16.886145 | 10021102290001 | Ladda upp en bild av detta fornminne |
| Bred 230:1 | Stensättning                     |              | Bred, Uppland       |       | 59.681814, 16.893872 | 10021102300001 | Ladda upp en bild av detta fornminne |
| Bred 230:2 | Stensättning                     |              | Bred, Uppland       |       | 59.682257, 16.893705 | 10021102300002 | Ladda upp en bild av detta fornminne |
| Bred 230:4 | Stensättning                     |              | Bred, Uppland       |       | 59.681558, 16.894164 | 10021102300004 | Ladda upp en bild av detta fornminne |
| Bred 233:1 | Grav- och boplatsområde          |              | Bred, Uppland       |       | 59.683808, 16.889563 | 10021102330001 | Ladda upp en bild av detta fornminne |
| Bred 237:1 | Hällristning                     |              | Bred, Uppland       |       | 59.661291, 16.889410 | 10021102370001 | Ladda upp en bild av detta fornminne |
| Bred 237:2 | Hällristning                     |              | Bred, Uppland       |       | 59.661322, 16.888989 | 10021102370002 | Ladda upp en bild av detta fornminne |
| Bred 238:1 | Hällristning                     |              | Bred, Uppland       |       | 59.661061, 16.882311 | 10021102380001 | Ladda upp en bild av detta fornminne |
| Bred 238:2 | Hällristning                     |              | Bred, Uppland       |       | 59.661061, 16.882311 | 10021102380002 | Ladda upp en bild av detta fornminne |
| Bred 238:3 | Hällristning                     |              | Bred, Uppland       |       | 59.661061, 16.882311 | 10021102380003 | Ladda upp en bild av detta fornminne |
| Bred 238:4 | Hällristning                     |              | Bred, Uppland       |       | 59.661061, 16.882311 | 10021102380004 | Ladda upp en bild av detta fornminne |
| Bred 238:5 | Hällristning                     |              | Bred, Uppland       |       | 59.661061, 16.882311 | 10021102380005 | Ladda upp en bild av detta fornminne |
| Bred 238:6 | Hällristning                     |              | Bred, Uppland       |       | 59.661061, 16.882311 | 10021102380006 | Ladda upp en bild av detta fornminne |
| Bred 242:1 | Hällristning                     |              | Bred, Uppland       |       | 59.659731, 16.867396 | 10021102420001 | Ladda upp en bild av detta fornminne |
| Bred 244:1 | Hällristning                     |              | Bred, Uppland       |       | 59.652806, 16.871422 | 10021102440001 | Ladda upp en bild av detta fornminne |
| Bred 245:1 | Hällristning                     |              | Bred, Uppland       |       | 59.651975, 16.869328 | 10021102450001 | Ladda upp en bild av detta fornminne |
| Bred 256   | Stensättning                     |              | Bred, Uppland       |       | 59.684383, 16.890461 | 12000000057806 | Ladda upp en bild av detta fornminne |
| Bred 260   | Hällristning                     |              | Bred, Uppland       |       | 59.687608, 16.893013 | 12000000089920 | Ladda upp en bild av detta fornminne |